# دولارات ديزني
دولارات ديزني هي شكل من أشكال الأوراق المالية للشركات التي كانت تبيعها شركة والت ديزني سابقًا ويمكن استبدالها بالسلع أو الخدمات في العديد من مرافق ديزني.
تتشابه هذه الأوراق النقدية في حجمها وتصميمها مع العملة الورقية للولايات المتحدة وتحمل معظمها صورة ميكي ماوس أو ميني ماوس أو دونالد داك أو جوفي أو بلوتو أو دمبو أو رسمًا لأحد المعالم البارزة في منتجع ديزني لاند أو منتجع والت ديزني وورلد.
جاءت دولارات ديزني في سلسلة من الحرفين إيه ودي - أنشئ الأول لمنتجع ديزني لاند في جنوب كاليفورنيا والأخير لمنتجع والت ديزني وورلد في وسط فلوريدا.
مع توقف شركة ديزني عن طباعة وبيع العملة في 14 مايو 2016 إلا أنها لا تزال تقبل الفواتير في المتنزهات الترفيهية التابعة للشركة في الولايات المتحدة وسفن ديزني السياحية ومتجر ديزني وفي أجزاء معينة من جزيرة كاستواي كاي (جزيرة ديزني الخاصة في منطقة البحر الكاريبي).

## التاريخ
استُخدمت دولارات ديزني لأول مرة في ديزني لاند في 5 مايو 1987 بينما بدأ استخدام العملة في إبكوت في 2 أكتوبر في عالم والت ديزني وفي عام 1992 بدأت متاجر ديزني باستخدام الأوراق النقدية. أما في عام 1993 وبمناسبة عيد ميلاد ميكي ماوس الخامس والستين فقد صدر دولار ديزني خاص بقيمة دولار واحد.
وقع كل دولار من دولارات ديزني "أمين الصندوق" سكروج ماك داك وكان يحمل صورة تينكر بيل على الواجهة.

## الاستخدام
يمكن استبدال الأوراق النقدية بسلع أو خدمات في منتزهات ديزني الترفيهية وسفن ديزني السياحية وميناء كاستواي كاي التابع لديزني ومتاجر ديزني ما لم يُنص على خلاف ذلك على كل ورقة نقدية. مع ذلك فهي غير متوافقة مع ماكينات صرف العملات ويجب استبدالها بالعملة الأمريكية عند استخدامها. بالإضافة إلى ذلك في حال استخدام دولارات ديزني في عمليات الشراء ودفع الباقي يُدفع الباقي بالعملة الأمريكية.
غالبًا ما يحتفظ بها كتذكارات أو يجمعها محبي تذكارات ديزني ولكن في منتجعات ديزني يمكن أيضًا استبدالها بالعملة الأمريكية.
أوقفت شركة ديزني توزيع وطباعة العملة في 14 مايو 2016، ومع ذلك فإنها ستظل تقبلها في المستقبل.

## ميزات الأمان
صُممت دولارات ديزني بميزات مضادة للتزييف مثل الطباعة الدقيقة والحبر العاكس والطباعة على وجهي الورقة النقدية وخلفها لمنع المسح الضوئي والنسخ. بالإضافة إلى ذلك تُطبع على كل ورقة نقدية أرقام تسلسلية وحروف فريدة. وتُزين الدولارات بقطع صغيرة من اللمعان.

## روابط خارجية
- مصدر معلومات دولارات ديزني